# Kurkliai
Kurkliai est un village de la municipalité du district d'Anykščiai de l'Apskritis d'Utena
au nord-est de la Lituanie. Lors du recensement de 2001, la population était de 474 habitants.

## Histoire
Le village comptait une importante communauté juive avant la Shoah. Les juifs de la ville sont assassinés avec ceux d'Ukmerge et des villages voisins lors d'une exécution de masse perpétrée le 5 septembre 1941. Une ancienne synagogue en bois est le seul témoignage de la présence de cette communauté,.

## Galerie

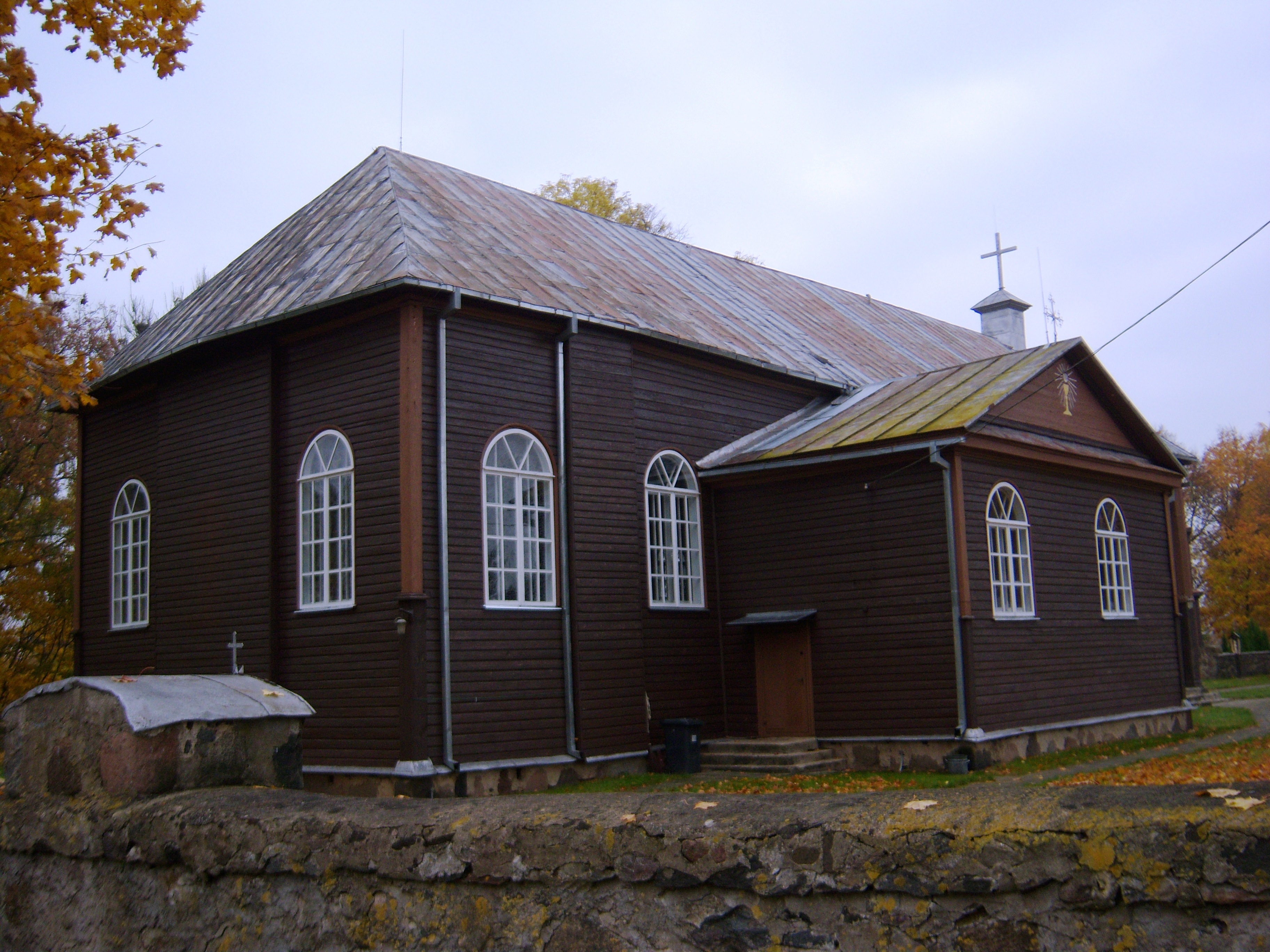
Église St. George
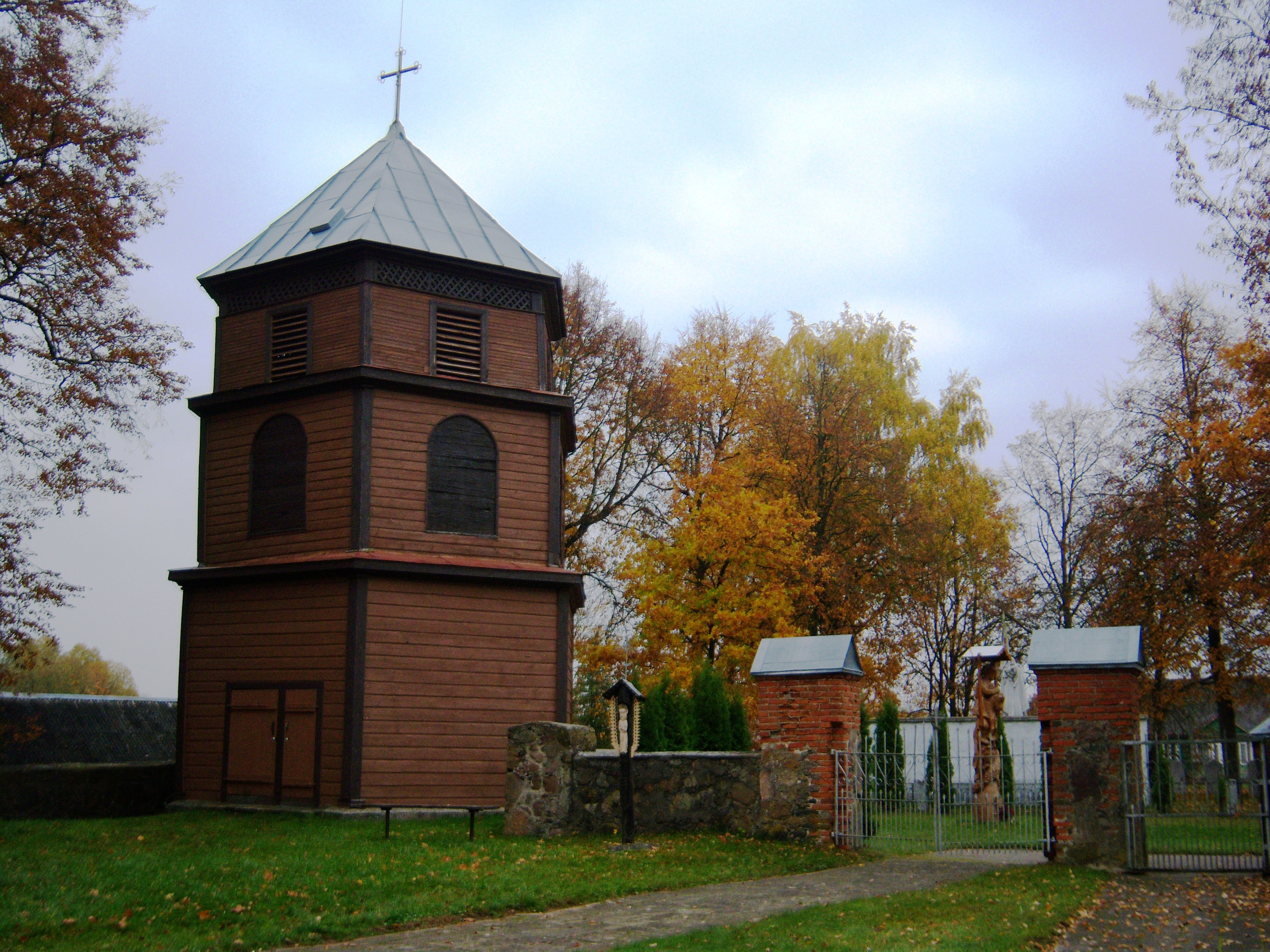
Beffroi de l'église
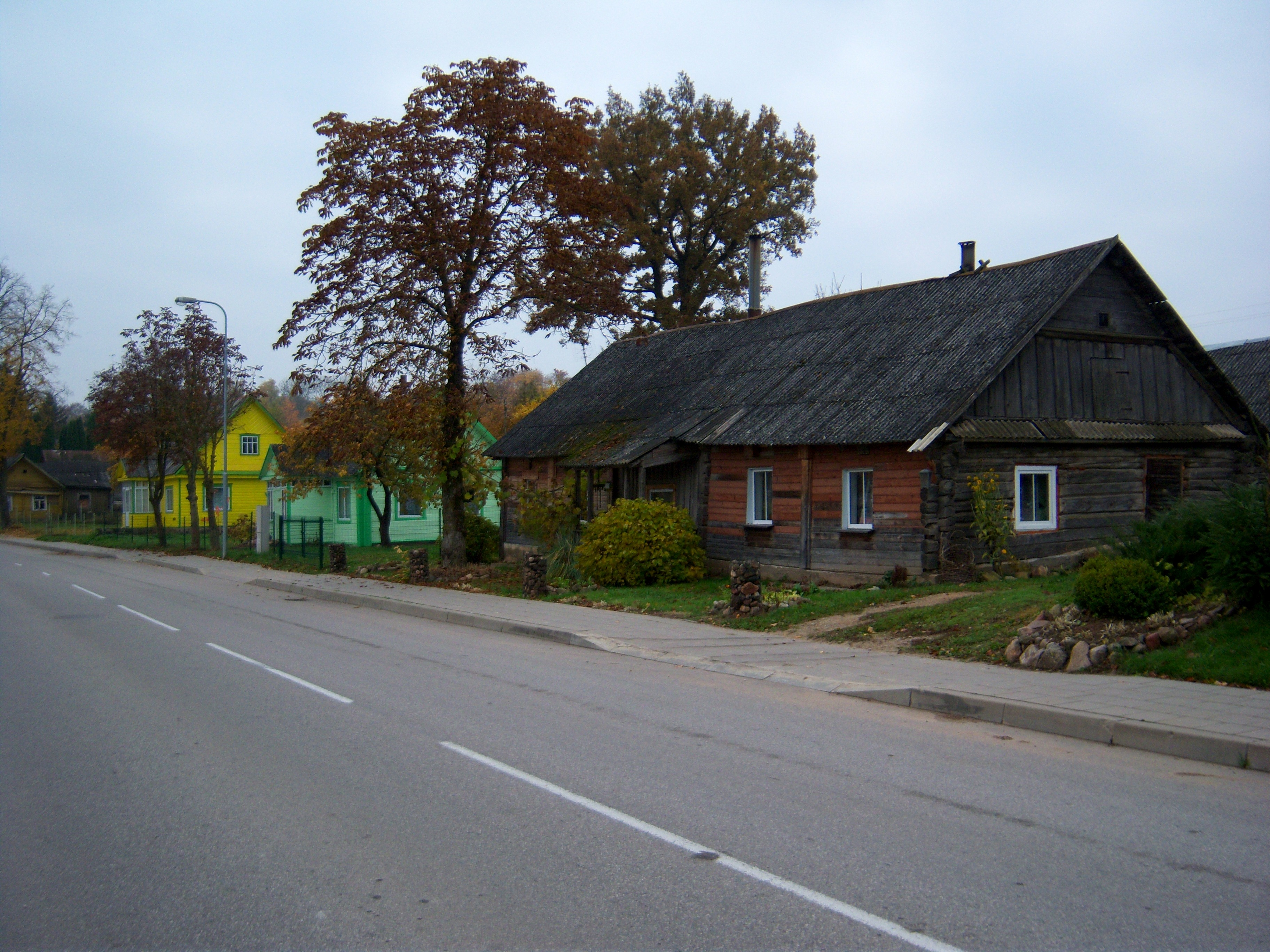
Maisons du village
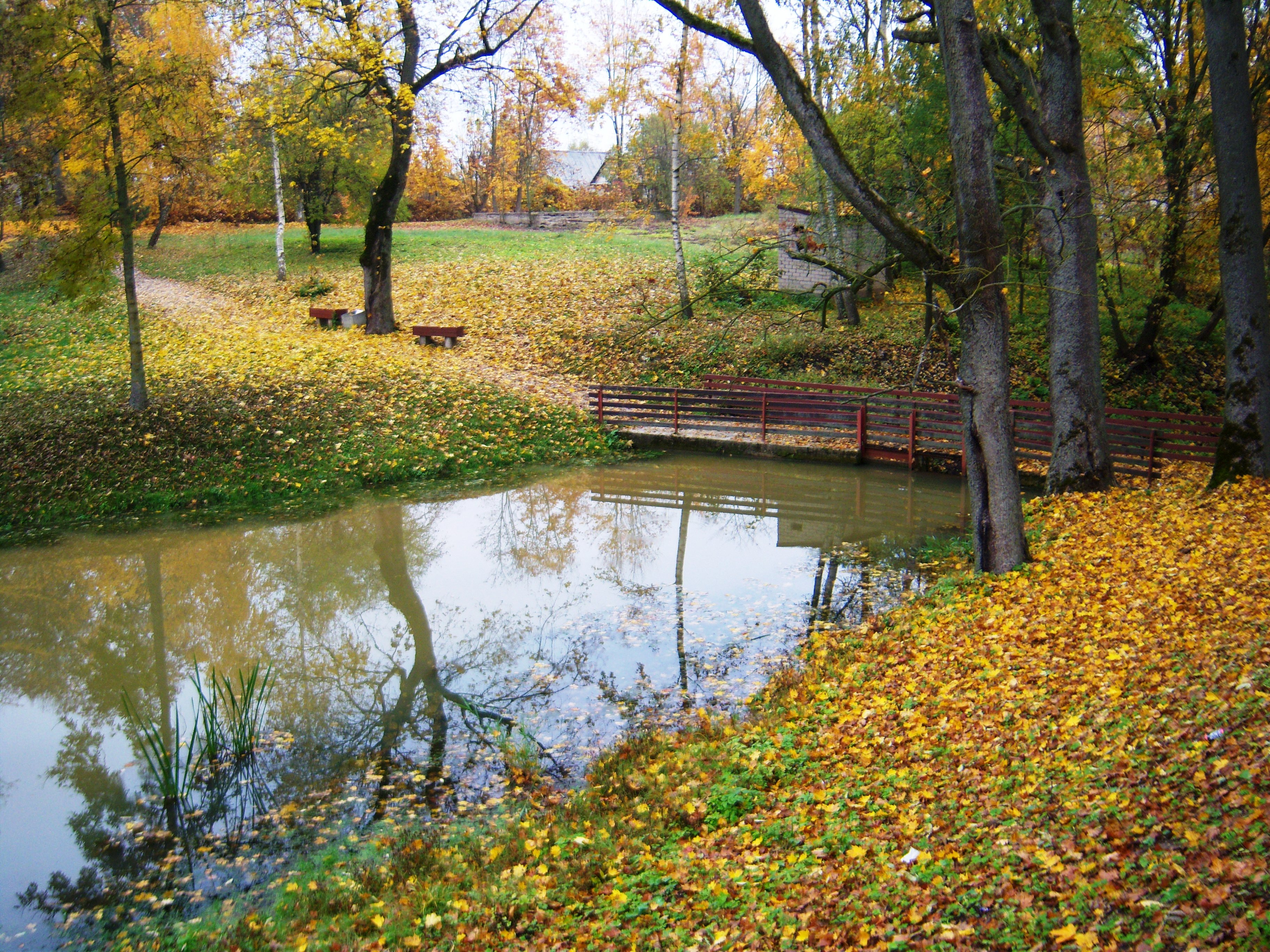
Parc
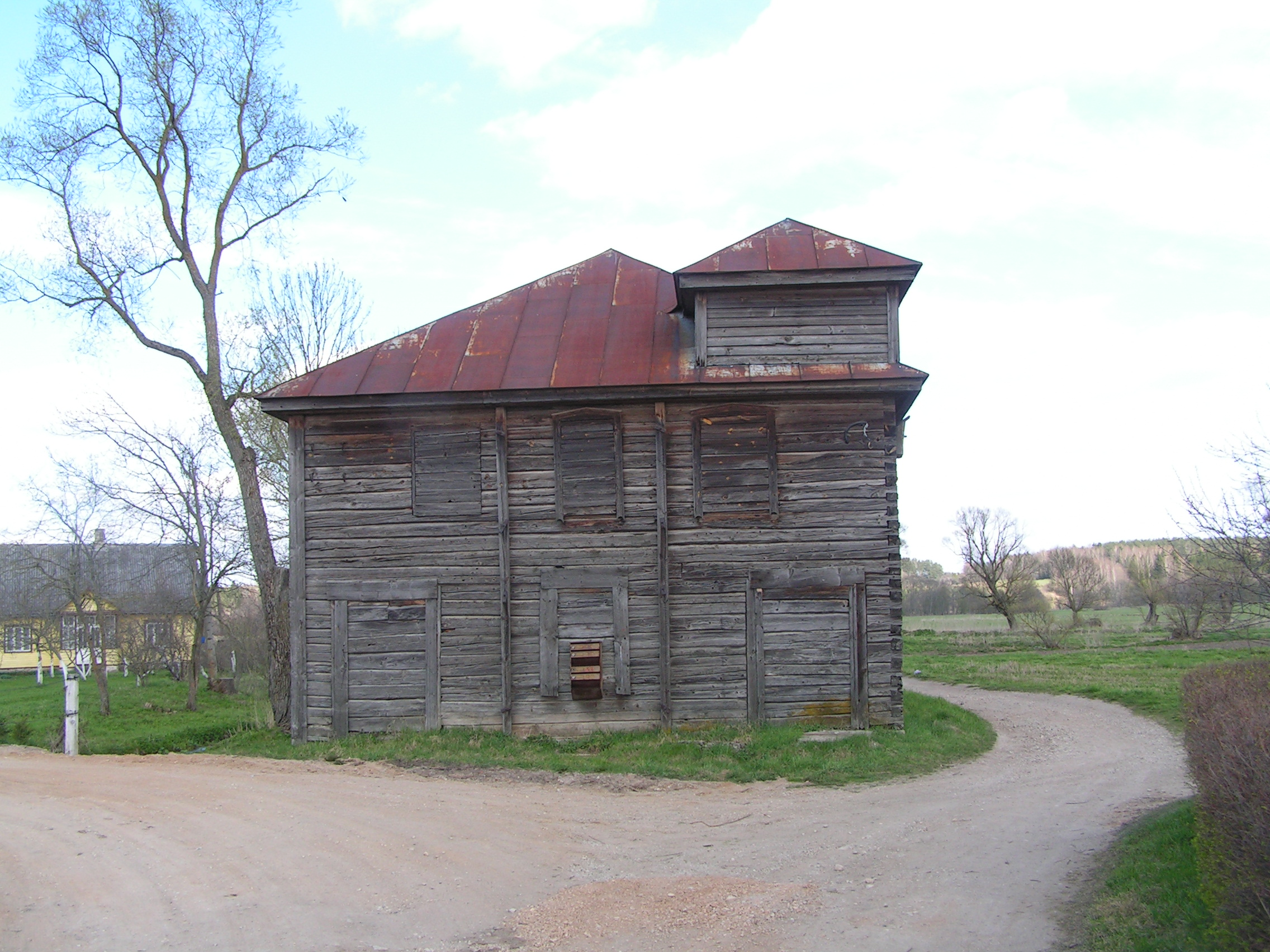
Synagogue en bois
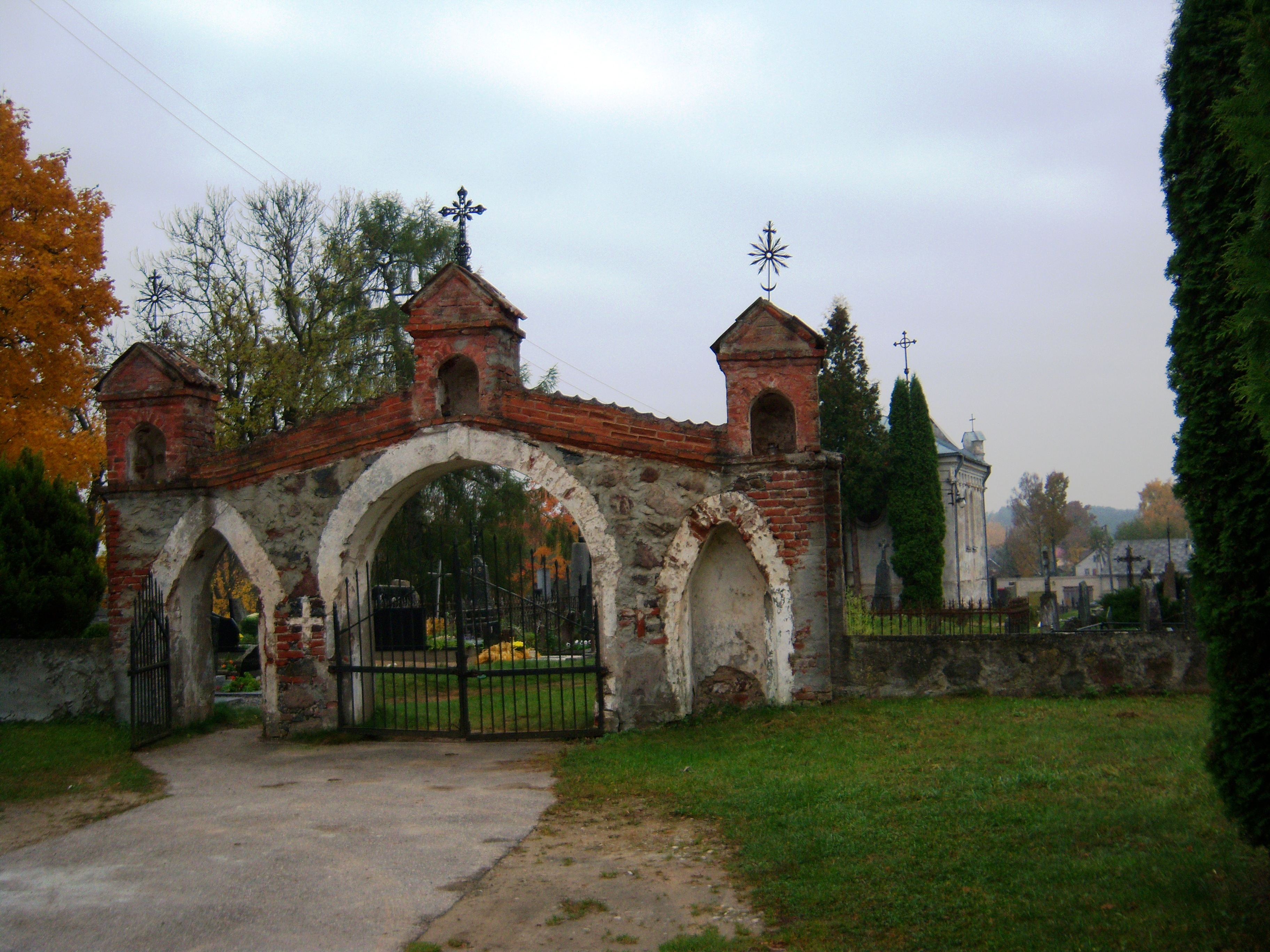
Porte du cimetière
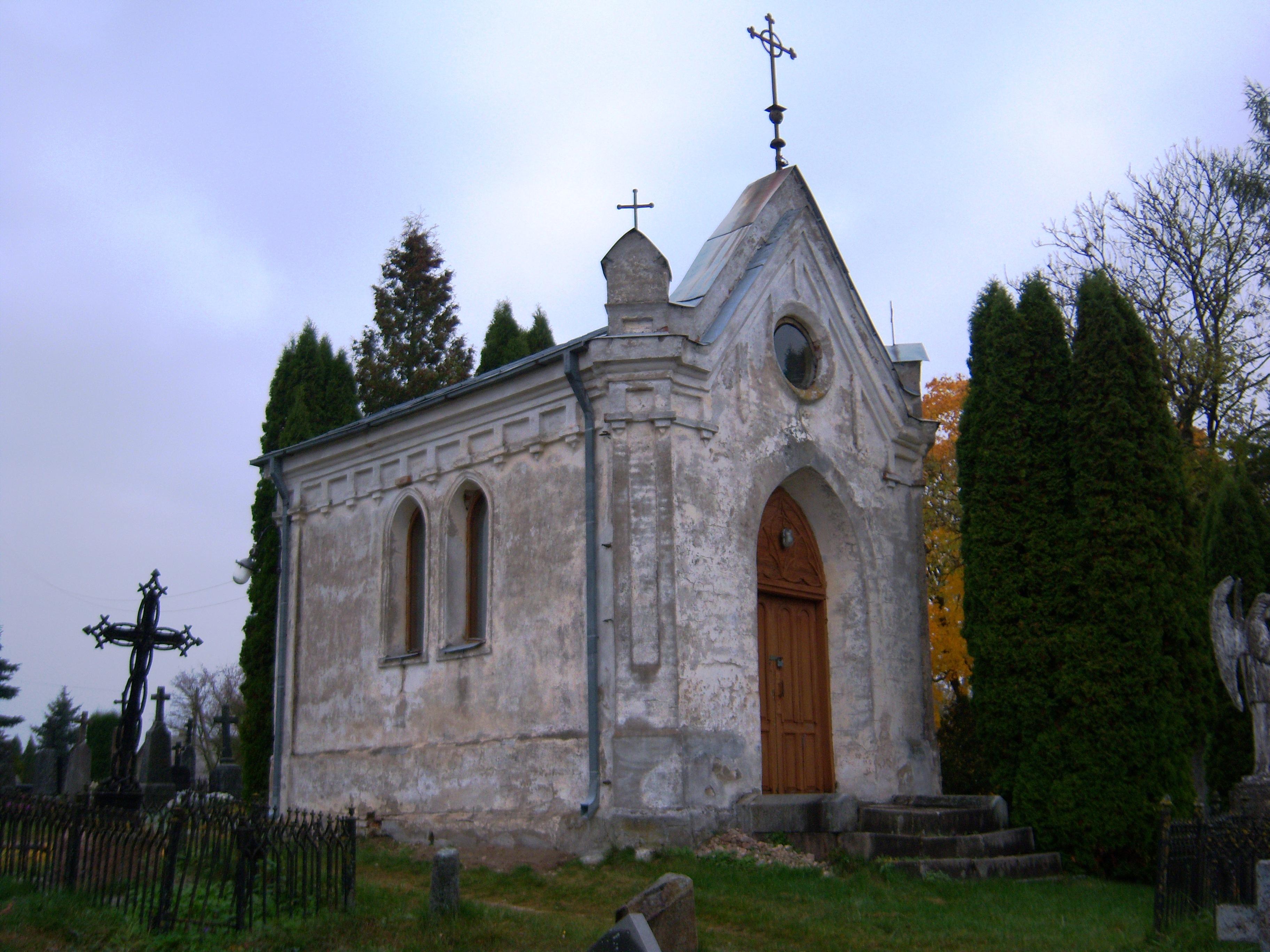
Chapelle